# نعومي كلارك
نعومي كلارك (بالإنجليزية: Naomi Clarke)‏ هي لاعبة كرة قدم نيوزيلندية، ولدت في 8 فبراير 1982. شاركت مع منتخب نيوزيلندا لكرة القدم للسيدات.